# Internationalismus Buchladen und Verlagsgesellschaft

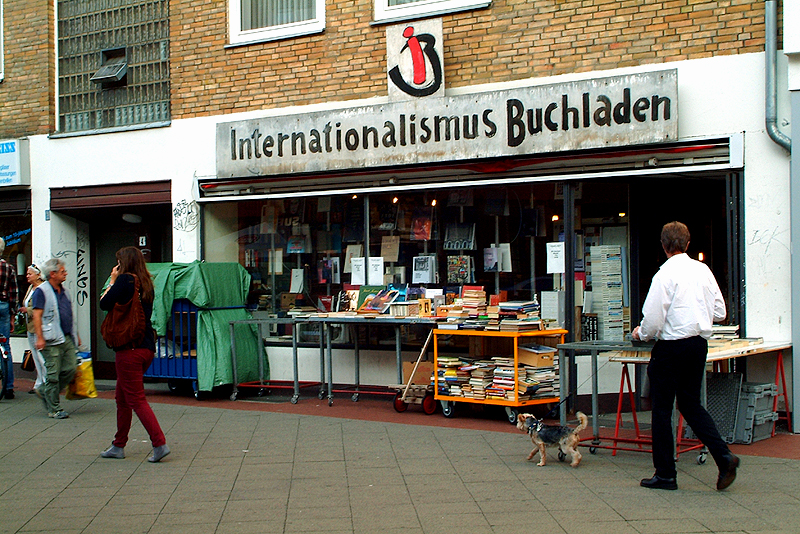
Der Internationalismus Buchladen mit dem Logo von Jorge La Guardia am Engelbosteler Damm 4 in der Nordstadt von Hannover

Die Internationalismus Buchladen und Verlagsgesellschaft in Hannover ist eine dem Internationalismus verpflichtete Buchhandlung, zugleich Buchverlag sowie ein in den frühen 1970er Jahren gegründetes Antiquariat. Sitz des Unternehmens ist der Engelbosteler Damm 4 im hannoverschen Stadtteil Nordstadt.

## Geschichte
Nachdem die Buchhändler Henning Appel und der aus dem Allgäu stammende Arno Kundlatsch Anfang der 1970er Jahre in Linden gemeinsam die erste Kinderbuchhandlung in Hannover, damals am Schwarzer Bär, in Verbindung mit einem Antiquariat betrieben hatten, übernahmen die beiden mit sechs weiteren Bibliophilen den bis 1975 im Unabhängigen Jugendzentrum Kornstraße betriebenen Internationalismus Buchladen und verlegten diesen zunächst in die Königsworther Straße. Dort schrumpfte das Betreiber-Team mehr und mehr zusammen, bis das Unternehmen 1984 an den Engelbosteler Damm verlegt wurde, wo ihm bis zum Auslauf des Mietvertrages im Jahr 2001 unter der Hausnummer 10 noch 270 Quadratmeter zur Verfügung standen. Seit dem Umzug in das heutige (Stand: 03/2015), mit 80 m² Verkaufsfläche wesentlich kleinere Ladengeschäft am Engelbosteler Damm 4, betrieb Kundlatsch seitdem das „bis auf die letzte Ecke mit Büchern zugestellte Geschäft“ alleine, zur Entlastung dessen hilfsweise mit einer Lagerhaltung an verschiedenen Standorten. Unterdessen hatte der aus Andalusien stammende Künstler Jorge La Guardia, der schräg gegenüber dem Buchhandel sein Atelier betreibt, das von ihm entworfene Markenzeichen mit den Buchstaben IB über den Schaufenstern des Buchhandels angebracht.
Unter Bezugnahme auf „Deutschlands bekanntesten Bibliothekaren“, Paul Raabe, der schon 2004 vom „Verschwinden einer Buchkultur“ gesprochen hatte, erläuterte Arno Kundlatsch, der Amazon und Google als „Pestbeulen“ empfindet, 2009 gegenüber der Hannoverschen Allgemeinen Zeitung den veränderten Umgang mit Büchern im Zeitalter des Internets: „Das Leben mit Büchern ist im Aussterben begriffen.“ Kaum jemand habe noch Zeit und Platz für anspruchsvolle Bücher, „selbst Studenten stünden unter solchem Druck, dass sie nur noch das Nötigste lesen würden“. Gleichzeitig würden ihm jede Woche vererbte oder schlicht übriggebliebene Bücher gleich kistenweise angeboten.
Die Existenz des Unternehmens sicherte Kundlatsch, der mit seiner Familie in der Nordstadt wohnt und mittlerweile auch als Buchverweser, Schätzer und Gutachter tätig wurde, bisher auch mit Verkaufsständen auf der Leipziger und der Frankfurter Buchmesse.

## Publikationen (Auswahl)
- Grohnde. 19.3.77. Dokumentation, hrsg. in Kooperation mit dem Antiatomzentrum im UJZ Nordstadt (Vertrieb), den Bürgerinitiativen (BI) aus Hameln, Hannover, Göttingen, Kassel und den Ermittlungsausschüssen aus Hamburg und Kassel, 1977
- Peter Brückner: Die Mescalero-Affäre. Ein Lehrstück für Aufklärung und politische Kultur, 3., erweiterte Auflage, 1978
- Peter-Paul Zahl: Wie im Frieden. Erzählungen, 1.–3. Tsd. (Lizenzausgabe), Hannover: Internationalismus Buchladen und Verlags-Gesellschaft; Lollar: Prolit-Buchvertrieb [Vertrieb], 1979, ISBN 3-922218-00-8
- Klaus Selle: Bevor der Bagger kommt ... Vorstudien zur Funktion und Struktur von Bestandsanalysen im Zusammenhang städtebaulicher Erneuerungsmassnahmen, zugleich Dissertation 1979 an der Universität Dortmund, 1980, ISBN 3-922218-14-8
- Lothar Müller: Frühling in Hannover oder: Wie es gelang, mit allen Mitteln die IDEE aus der Stadt zu vertreiben, Hrsg.: Hannoversches Aktionsbündnis gegen die IDEE (jetzt: Anti-Kriegs-Bündnis, c/o. SJD, Die Falken), [o. D., 1982], Inhaltsverzeichnis
- Heinrich Eildermann: Urkommunismus und Urreligion, geschichtsmaterialistisch beleuchtet (= Internationale Arbeiter-Bibliothek, Bd. 3), Nachdruck der Ausgabe Berlin: Seehof, 1921; 1990, ISBN 3-922218-49-0
- Hannover aus unserer Sicht / Iranische Gemeinde e.V., 0.–1. Tsd., 1993, ISBN 3-922218-58-X
- Bihzād Kašmīrī-pūr, Catrin Steinjan (wīrāstārān): Kitābhā wa našrīyahā-i muhāğarat : fihrist-i kitābhā wa našrīyahā-i Īrānīyān ẖāriğ az kišwar az sāl 1357, Čāp-i 1. (in arabischer und deutscher Sprache), hrsg. von der Iranischen Gemeinde Hannover, 1993, ISBN 3-922218-57-1